# 丁象謙

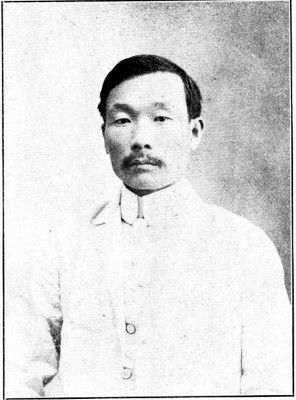
《民國之精華》中的丁象謙照片

丁象謙（1875年—1956年）字六皆，安徽省阜陽縣人，中華民國政治人物。

## 生平
光緒二十一年（1895年），丁象謙入府學。光緒二十五年（1899年）肄業於江南高等學堂。光緒二十六年（1900年），入統領五省援軍程文炳幕府。光緒二十七年（1901年），肄業於江南格致書院。光緒三十一年（1905年），東渡日本留學，光緒三十三年（1907年）畢業於東洋大學高等師範科。宣統二年（1910年），畢業於早稻田大學政治經濟科，獲學士學位，隨後進入中央大學研究科。在日本期間，他加入中國同盟會。辛亥革命爆發後，回國被皖軍都督府聘為高等政治顧問。
中華民國成立後，當選安徽省臨時議會議員，並且任安徽官立法政學校教員。後與他人創建江淮大學，並任教授。民國二年（1913年），當選為第一屆國會參議院議員。以嫌疑与李烈钧、黃兴讨袁军连繫，在北京被京畿軍政執法處逮捕，成為當時被逮捕的八名議員之一（八名议员为国民党议员朱念祖、张我华、丁象谦、高荫藻、常恒芳、褚辅成、刘恩格，政友会议员赵世钰）。民國三年（1914年）4月出獄，此後閉門謝客。民國四年（1915年）袁世凱稱帝，此後雲南、貴州爆發護國戰爭，他乃赴上海，和第一屆國會參眾兩院議員共謀恢復國會事宜。中華民國第一屆國會第二期常會召開後，他繼續擔任參議院議員。
1917年，到廣州任大元帥府參議。1921年任廣州非常大總統府參議、國民黨安徽省主盟人。1924年，任北伐軍第一軍顧問、大本營參議。1928年，轉任中國國民黨安徽省黨部監察委員。1930年起，擔任中國國民黨黨史史料編纂委員會編纂，1936年任纂修。1946年，當選為制憲國民大會代表。1948年，任中華民國政府戡亂建國動員委員會委員。1949年，專任中國國民黨黨史史料編纂委員會纂修，同年赴台灣，在台中縣居住。
1956年，丁象謙逝世。